# トム・ロング (死刑執行人)
トム・ロング（Tom Long、生年不明 - 1908年）はニュージーランドの死刑執行人である。
イギリス式の絞首刑を執行していた。
ニュージーランドの死刑執行はそれまでは中世時代のイギリスと同様に死刑囚に死刑を執行させる方式だったが、1877年にニュージーランド政府によってトム・ロングが最初の公式死刑執行人に任命された。ニュージーランドの死刑執行人で氏名が公表されているのは彼だけで他は全て非公開である。
元はオーストラリアの死刑執行人であったと自称していたが真偽不明である。赤子殺しのミニィ・ディーン(Minnie Dean)を含む15人の死刑を執行した。